# Эльмас
Эльмас (итал. Elmas) — коммуна в Италии, располагается в регионе Сардиния, подчиняется административному центру Кальяри.
Население составляет 8475 человек (на 2004 г.), плотность населения составляет 578,83 чел./км². Занимает площадь 13,7 км². Почтовый индекс — 9030. Телефонный код — 070.
Покровителем коммуны почитается святой Себастьян, празднование 20 января.